# Edwin Sydney Stuart
Edwin Sydney Stuart, född 28 december 1853 i Philadelphia i Pennsylvania, död 21 mars 1937, var en amerikansk republikansk politiker. Han var Philadelphias borgmästare 1891–1895 och Pennsylvanias guvernör 1907–1911.
Fjorton år gammal anställdes Stuart av en bokhandel. Han avancerade med åren till en ställning där han hade tillräckligt med pengar att kunna köpa bokhandeln.
År 1891 efterträdde Stuart Edwin Henry Fitler som Philadelphias borgmästare och efterträddes 1895 av Charles Franklin Warwick. Han efterträdde 1907 Samuel W. Pennypacker som Pennsylvanias guvernör och efterträddes 1911 av John K. Tener.
Stuart avled 1937 och gravsattes på West Laurel Hill Cemetery i Bala Cynwyd i Montgomery County.